# Mai 1946

## Événements
- Le gouvernement néerlandais admet l’existence d’une « République d’Indonésie » limitée à Java dans le cadre d’un « Commonwealth d’Indonésie ».
- Processus de décolonisation en Inde au printemps. Les Britanniques envoient des missions pour préparer une constitution. Un projet d’État fédéral est rejeté par les musulmans.

- 3 mai :
  - naissance de l'Office national d'études et de recherches aérospatiales (ONERA).
  - fin de la campagne de Birmanie avec la prise de Rangoon par les Britanniques. Le mouvement Thakin a profité de la faiblesse du gouvernement installé par les Japonais pour résister à la domination nippone à travers la Ligue antifasciste pour la liberté du peuple (AFPFL). Après la guerre, les Britanniques découvrent que l’AFPFL, dirigée par Aung San, a la mainmise sur le pouvoir politique indigène;
  - début au Japon du procès de 28 anciens dirigeants (jusqu'au 12 novembre 1948) : 7 condamnés à mort, et 16 à la prison à vie : procès de Tokyo.
  - Environ un million de personnes font la grève en Palestine pour dénoncer l'arrivée de 100 000 réfugiés et colons juifs.

- 5 mai, France : référendum rejetant le premier projet de Constitution par 53 % des électeurs.

- 7 mai : la loi Lamine Guèye donne la citoyenneté aux habitants des territoires d’outre-mer (AOF, AEF, Madagascar).

- 12 mai : Grand Prix automobile de Marseille.

- 13 mai
  - Un tribunal militaire américain condamne à mort 58 Allemands jugés responsable de la mort de 70 000 déportés dans le camp de Mauthausen.
  - Protectorat français du Laos, en Indochine française : les troupes françaises reprennent Luang Prabang. Le gouvernement indépendantiste antifrançais Lao Issara prend la fuite devant le corps expéditionnaire français[1].

- 16 mai, France : loi sur les comités d'entreprise.

- 17 mai, France : loi créant les Charbonnages de France (CDF).

- 22 mai : premier vol de l'avion d'entraînement de Havilland Canada DHC-1 Chipmunk.

- 24 mai : attaque de Truman contre les cheminots en grève[2].

- 25 mai : exécution du docteur Petiot, reconnu coupable de vingt-quatre assassinats.

- 26 mai :
  - L’émir Abdallah (Abdallah ibn Hussein) est proclamé roi de Transjordanie.
  - Le Parti communiste tchécoslovaque obtient 38 % des voix aux élections générales.

- 28 mai : accord Blum-Byrnes ; après de longues négociations, Léon Blum et Jean Monnet obtiennent des États-Unis une aide de 300 millions de dollars remboursables en 35 ans ainsi qu’un prêt bancaire de 650 millions de dollars. En même temps qu'il annule la dette de guerre de la France vis-à-vis des États-Unis, il autorise en échange les films américains dans les salles de cinéma françaises par révision des quotas imposés avant-guerre. Le Syndicat français des producteurs de films annonce : « C'est le chômage pour le tiers de la profession » car plus de deux mille films inédits sont prêts à être diffusés en France.

- 31 mai : ouverture de l'aéroport de Londres Heathrow.

## Naissances
- 1er mai :
  - Joanna Lumley, actrice et productrice britannique.
  - John Woo, réalisateur chinois.
- 2 mai : David Suchet, acteur britannique.
- 4 mai :
  - Enrico Oldoini, scénariste et réalisateur italien.
  - Yves Lecoq, humoriste et imitateur français
- 5 mai :
  - Jim Kelly, acteur américain († 29 juin 2013).
  - Hervé Revelli, footballeur français.
  - Honoré Ngbanda, homme politique congolais et ministre de la défense à l'époque de la présidence de Mobutu († 21 mars 2021).
- 6 mai : 
  - André Marceau, évêque catholique français, évêque de Perpignan.
  - Rosalie Wilkins, femme politique britannique.
- 9 mai : Candice Bergen, actrice américaine.
- 10 mai : Bernard Lugan, historien français.
- 11 mai : 
  - Zoran Simjanović, Compositeur yougoslave puis serbe († 11 avril 2021).
  - Daniel Libeskind, architecte américain d'origine polonaise.
- 14 mai : Claudia Goldin, économiste américaine.
- 16 mai : Robert Fripp, musicien britannique.
- 19 mai : André The Giant, catcheur français employé par la WWF[pas clair].
- 20 mai : Cher, artiste américaine
- 25 mai :
  - Jean-Pierre Danguillaume, coureur cycliste français.
  - Haydée Politoff, actrice française.
- 26 mai : Mick Ronson, guitariste.
- 27 mai : 
  - Niels-Henning Ørsted Pedersen, contrebassiste de jazz danois († 19 avril 2005).
  - Henri Bentégeat, général français.
- 28 mai : Andrew Telegdi, homme politique canadien.
- 30 mai : Don Ferguson, acteur et producteur.
- 31 mai : Soizic Corne, journaliste, animatrice de radio et de télévision, productrice et artiste peintre française.

## Décès
- 7 mai : Julien Léon Bourdon, peintre français (° 26 octobre 1880).
- 20 mai : Enrico Gasparri, cardinal italien de la Curie romaine (° 25 juillet 1871).
- 25 mai : Marcel Petiot, tueur en série français (° 17 janvier 1897).
- 30 mai : Louis Slotin, physicien qui est le premier canadien à être victime d'un accident nucléaire.